# Dominik Mavra
Dominik Mavra (Zadar, Croacia, 15 de junio de 1994) es un baloncestista croata que juega en el Club Baloncesto Breogán de la Liga Endesa. Con una altura de 1,95 m. su posición en la cancha es la de base.

## Trayectoria
Formado en el KK Zagreb, con la selección de Croacia, Mavra ganó la medalla de oro con las selecciones sub-16 y sub-18 en los Europeos de 2010 y 2012. 
En 2013, firmaría con el KK Cibona, club al que pertenecería hasta 2016. Sería cedido durante la temporada 2015-16 al MKS Dąbrowa Górnicza polaco.
La temporada 2019-17 jugó en la actual Macedonia del Norte con el Karpos Sokoli. Con el equipo macedonio ganó la Copa con un promedio de 19,6 puntos y 5,6 asistencias por encuentro, lo que le valió para ser el jugador más valioso del torneo. En la liga macedonia consiguió unas medias de 9,2 puntos y 3,7 asistencias por partido, destacando en los lanzamientos de tres puntos con un promedio de 41,1% de acierto.
En julio de 2017, llega a la liga ACB por medio del Club Joventut de Badalona, firmando un contrato de una temporada.
En enero de 2018, se marcha a Lituana para jugar en el Krepšinio klubas Lietkabelis, en el que jugaría durante temporada y media.
En la temporada 2019-2020, firma por el Krka Novo Mesto de la liga de baloncesto de Serbia.
En la temporada 2020-21, firma por el KK Zadar de la Liga Croata de Baloncesto.
En la temporada 2022-23, regresa al KK Split de la Liga Croata de Baloncesto.
El 30 de noviembre de 2024, firma por el Club Baloncesto Breogán de la Liga Endesa.

### Selección nacional
En septiembre de 2022 disputó con el combinado absoluto croata el EuroBasket 2022, finalizando en decimoprimera posición.

## Palmarés
- ABA Liga (2014)
- Copa de Macedonia, campeón y MVP (2017)